# 圣皮埃尔迪佩赖
圣皮埃尔迪佩赖（法語：Saint-Pierre-du-Perray，法語：[sɛ̃ pjɛʁ dy pɛʁɛ] ⓘ）是法国法兰西岛大区埃松省的一个市镇，位于该省东北部，属于埃夫里区。

## 地理
圣皮埃尔迪佩赖（48°36'47"N, 2°29'43"E）面积11.59 平方千米，位于法国法蘭西島大區埃松省，该省份为法国北部内陆省份，北起上塞纳省和马恩河谷省，西接厄尔-卢瓦省和伊夫林省，南至卢瓦雷省，东临塞纳-马恩省。
与圣皮埃尔迪佩赖接壤的市镇（或旧市镇、城区）包括：蒂日里、略桑、楠迪、萨维尼勒唐普勒、科尔贝伊-埃松、塞纳河畔莫尔桑、圣日耳曼-莱科尔贝伊、塞纳河畔桑特里。

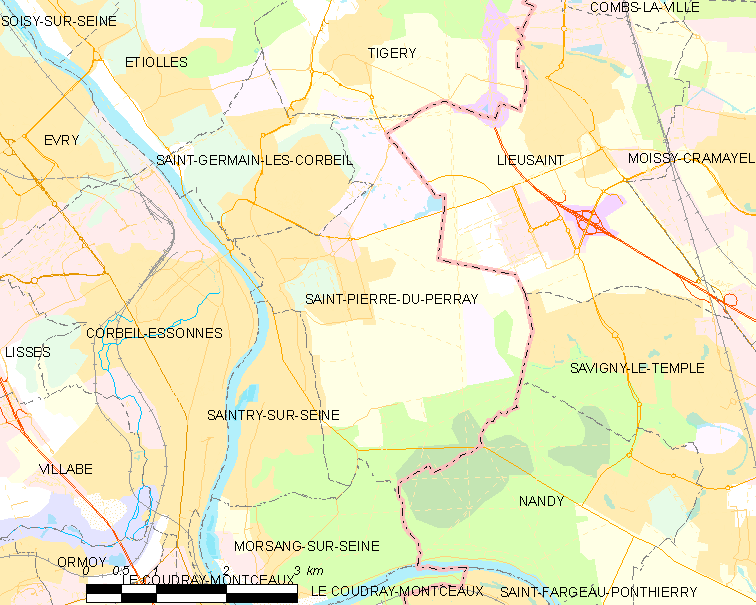
圣皮埃尔迪佩赖的OSM定位图

圣皮埃尔迪佩赖的时区为UTC+01:00、UTC+02:00（夏令时）。

## 行政
圣皮埃尔迪佩赖的邮政编码为91280，INSEE市镇编码为91573。

## 政治
圣皮埃尔迪佩赖所属的省级选区为埃皮奈苏塞纳尔县。

## 人口

1962-2008年间圣皮埃尔迪佩赖人口变化图示

圣皮埃尔迪佩赖于2022年1月1日时的人口数量为12071人。